# Till dig, o Gud, mitt hjärta hastar
Till dig, o Gud, mitt hjärta hastar är en psalm med text skriven av Samuel Ödmann.

## Publicerad i
- 1819 års psalmbok som nr 409 under rubriken "Kristligt sinne och förhållande".[1]